# Nickelodeon Animation Studio
Nickelodeon Animation Studio je americké animátorské studio vlastněné společností Paramount Global. Toto animátorské studio vytvořilo mnoho původních seriálů a filmů pro Nickelodeon, například Spongebob v kalhotách, Kouzelní kmotříčci, Lumpíci v Paříži, Avatar: Legenda o Aangovi a další. Od roku 2010 studio také produkuje vlastní seriály založené na již existujícím duševním vlastnictvím zakoupeném společností Paramount Global, jako jsou Želvy Ninja a Winx Club. V listopadu roku 2019 podepsalo studio Nickelodeon Animation Studio víceletou smlouvu se streamovací platformou Netflix, která bude zahrnovat produkci obsahu, a to jak nového, tak již existujícího.